# 이 부부가 사는 법
《이 부부가 사는 법》은 2001년 10월 8일부터 2002년 3월 29일까지 방영된 SBS 일일드라마이다.

## 기획 의도
세대가 각기 다른 부부 네 쌍의 살아가는 모습을 코믹하게 그린 드라마

## 등장 인물
- 박소현 : 박미자 역 - 금자의 막냇동생, 코디네이터
- 이영하 : 배재민 역 - 40대 홀아비, 화가
- 김보연 : 박금자 역 - 억척 주부, 세 자매의 큰언니
- 송기윤 : 송정만 역 - 금자의 남편, 동사무소 만년 호적계장
- 이순재 : 기인종 역 - 영자의 시아버지
- 강부자 : 심옥주 역 - 인종의 가정부
- 송채환 : 박영자 역 - 금자의 둘째 동생
- 김규철 : 기선우 역 - 영자의 남편
- 이미영 : 박은자 역 - 금자의 첫째 동생 (중도합류)
- 손호균 : 노지식 역 - 은자의 남편
- 윤미라 : 송정희 역 - 정만의 누나, 재민을 짝사랑
- 박형준 : 임준하 역 - 미자를 짝사랑 (중도합류)
- 권민중 : 배수진 역 - 영자의 비서, 준하를 짝사랑 (중도합류)
- 반효정 : 양사장 역 - 준하의 어머니
- 양미경 : 미영 역 - 옥주의 딸
- 서갑숙 : 강 사장 역 - 카페 여주인 (중도하차)
- 장정희 : 근애 역 - 금자의 친구
- 손소영 : 미스 민 역 - 미자의 고등학교 후배, 선우의 내연녀
- 차용학 : 민호 역
- 김단비 : 미자 역 - 영자의 비서인
- 남승민
- 김명국
- 고진명
- 황미선
- 이진아
- 공형진
- 김희정
- 권오영 → 김영철 : 약사 정태수 역
- 이상훈
- 최성호
- 황금희 (중도하차)
- 조선주
- 조권탁 : 정진국 역
- 방경림 : 한혜주/이경미 역
- 고미영 : 박미경 역
- 이경화
- 정욱
- 황정미 : 윤미숙 역
- 라재웅
- 김형범 : 강동민 역
- 박은정 : 강동민의 부인 이은숙 역
- 차승민 : 강동민의 연인인 윤경 역
- 전성은 : 윤경의 친구이자 강동민의 동료인 정아 역
- 도기석
- 백승욱 : 최준호 역
- 이동훈
- 원숙희 : 박연숙 역
- 이다연 : 박혜림 역
- 이창주 : 윤성훈 역
- 김민정 : 정은주 역
- 이배국
- 이원발
- 장은비
- 이상은
- 임채연
- 성창훈
- 김충렬
- 민경조
- 박성혜
- 옥승일
- 오아랑
- 이나리
- 김학준 : 기웅이 역
- 김석 : 최우진 역
- 나재균
- 태진아

## 결방
- 2001년 10월 22일 : 6시부터 프로야구 한국시리즈 2차전 삼성 라이온즈 VS 두산 베어스 중계방송으로 인해 결방[2]
- 2001년 10월 25일 : 6시부터 프로야구 한국시리즈 4차전 삼성 라이온즈 VS 두산 베어스 중계방송으로 인해 결방[3]
- 2001년 11월 14일 : 8시 50분부터 3부작 특집드라마 <짧은 만남 긴 이별> 편성으로 인해 결방[4]
- 2002년 2월 11일 : 8시 40분부터 설 특집 자연다큐멘터리 <자연으로 돌아간 반달가슴곰> 1부 편성으로 인해 결방[5]
- 2002년 2월 12일 : 8시 40분부터 설 특집 자연다큐멘터리 <자연으로 돌아간 반달가슴곰> 2부 편성으로 인해 결방[5]

## 참고 사항
- 박소현이 분한 박미자 역은 당초 김원희가 1순위였으나 방송활동과 학업까지 병행했던 이유도 있지만, 영화 <울랄라 씨스터즈>에 캐스팅되면서 최종 고사하였으며 이로 인해 첫 회부터 공동 진행을 맡아 온 KBS 2TV 《쇼 파워 비디오》에서[6] 13회 만에 빠져야 했다.
- 박금자 역은 당초 이미영이 낙점됐으나 턱뼈 부상을 당하는 바람에, 자녀 교육 문제 때문에 미국으로 건너가며 연기활동을 중단했던 김보연이 이 역으로 안방극장 복귀를 하였다.[7]
- 김보연의 남편으로 나온 송기윤은 <이 부부가 사는 법>에 앞서 김보연의 마지막 드라마 출연작이었던 SBS <이웃집 여자>에서 호흡을 맞춘 바 있다.[8]
- 이미영은 2002년 1월 16일부터 김보연의 둘째 동생 박은자 역으로 합류했으며 이 과정에서 김보연-송채환-박소현 세 자매 이야기가 김보연-이미영-송채환-박소현 네 자매 이야기로 변경됐다.
- 이미영은 전작 <소문난 여자>에서 대패댁 역으로 나온 바 있었다.
- 강 사장 역의 서갑숙은 시작 때부터 "방송 복귀가 너무 빠르다"는 지적을 사자 2달 만에 중도하차했다.[9]
- 19세 차이가 나는 커플의 사랑이 단순한 통속적 재미를 위한 해프닝의 수단으로 이용되어 편견을 악화시킬 수 있다는 우려를 샀으며[10] 출연진 중의 한 명인 황금희가 불미스러운 일 탓인지[11] 해당 작품에서 중도하차했고 2003년 초 iTV 코믹드라마 <러브 러브>로 브라운관에 돌아왔지만(당시 지성원이란 예명으로 활동)[12] 같은 해 4월 시작된 SBS 《백수탈출》을 통해 정극 복귀를 했으나 이 작품 종영 뒤 한동안 연기활동을 잠정 중단했다.

## 시간대 변경
- 2001년 10월 8일 - 8시 45분부터 9시 55분까지 편성됐고 이 과정에서 《웬만해선 그들을 막을 수 없다》결방
- 2001년 11월 13일 - 7시부터 축구 국가대표 평가전 <한국 VS 크로아티아> 중계가 편성되어 《8 뉴스》가 8시 50분, 해당 작품이 9시 25분으로 이동했고 이 과정에서 《웬만해선 그들을 막을 수 없다》결방
- 2001년 12월 31일 - 9시 15분부터 《연기대상》 1~2부 편성에 따라[13] 8시 45분으로 이동했으며 이 과정에서 《웬만해선 그들을 막을 수 없다》 《여인천하》(다음 날 95~96회 연속 편성)《오픈드라마 남과 여》결방